# اوانگلوس داماسکوس
اوانگلوس داماسکوس (یونانی: Ευάγγελος Δαμάσκος) ورزشکار پرش با نیزه اهل یونان بود.
از افتخارات وی میتوان به کسب مدال برنز در بازی‌های المپیک تابستانی ۱۸۹۶ اشاره کرد.